# Follow Me, suivez-moi
Pour les articles homonymes, voir Follow Me (homonymie).
Pour plus de détails, voir Fiche technique et Distribution.
Follow Me, suivez-moi (Follie di notte) est un mondo érotique italien réalisé par Joe D'Amato et sorti en 1978.
Le titre français s'inspire de la chanson homonyme d'Amanda Lear, Follow Me, sortie la même année.

## Synopsis
Né sur la vague du succès de Le notti porno nel mondo (it), le précédent film documentaire mondo de Joe D'Amato, le film suit les aventures de la chanteuse et danseuse Amanda Lear, au début de sa carrière, qui fait office de guide de la vie nocturne dans différentes villes européennes. Plusieurs interprétations de ses chansons des années 70 sont incluses dans le film. Chaque présentation d'une ville est suivie d'une scène érotique. Les pratiques présentées incluent l'échangisme, le sadomasochisme, la nécrophilie ainsi que diverses formes de danses érotiques et de tour de prestidigitation sur des corps nus.
Le film se termine avec Lear, amené sur la piste de danse par un mystérieux motard, chantant son tube du moment Enigma (Give a Bit of Mmh to Me) au milieu de dizaines de garçons danseurs. La vidéo a été réalisée dans une boîte de nuit romaine, le MAIS.

## Fiche technique
Sauf indication contraire, les informations mentionnées dans cette section peuvent être confirmées par la base de données cinématographiques IMDb,  présente dans la section « Liens externes ».
- Titre français : Follow Me ou Suivez-moi[1]
- Titre original italien : Follie di notte[2]
- Réalisation : Joe D'Amato
- Scénario : Joe D'Amato
- Photographie : Joe D'Amato
- Montage : Vincenzo Vanni
- Musique : Piero Umiliani
- Décors : Vincenzo Medusa
- Société de production : Mago Film
- Pays de production :  Italie
- Langue de tournage : italien
- Format : Couleur par Telecolor - 35 mm
- Durée : 87 minutes (1 h 27[2])
- Genre : Mondo érotique
- Dates de sortie :
  - Italie : 20 avril 1978
  - France : 13 juin 1979[1]
- Classification :
  - Italie : Interdit aux moins de 18 ans

## Distribution
- Amanda Lear : Elle-même
- Marina Hedman : Sonia

## Contentieux juridique
Dans son autobiographie parue en 1984, Amanda Lear déclare que les scènes qu'elle a tournée étaient destinées à un autre film, une comédie musicale. Elle dit n'avoir jamais été mise au courant qu'elle jouerait dans un film érotique. Cela a occasionné un long contentieux juridique entre elle et la société de production.